# Milteliphaster woodmasoni
Milteliphaster woodmasoni är en sjöstjärneart som beskrevs av Alcock 1893. Milteliphaster woodmasoni ingår i släktet Milteliphaster och familjen ledsjöstjärnor. Inga underarter finns listade i Catalogue of Life.